# Amfiaraos

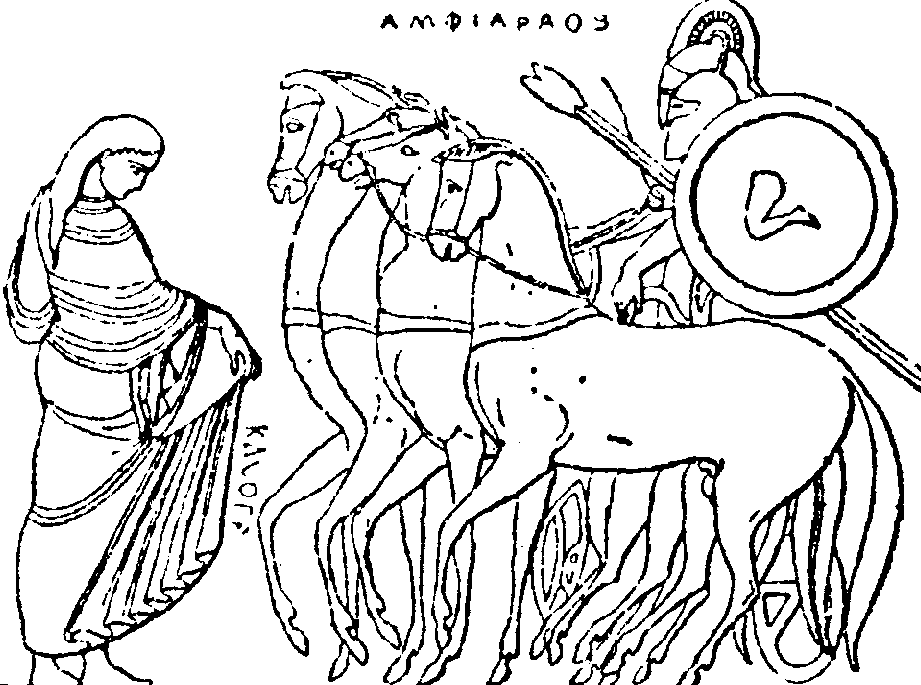
Amfiaraos drar ut i kriget mot Thebe. Från en antik vas i Neapel

Amfiaraos var i grekisk mytologi en av argonauterna och berömd för sin siarförmåga. Han härskade i Argos och hade med Adrastos syster Erifyle sönerna Alkmaion och Amfilochos.
Amfiaraos deltog i den kalydoniska vildsvinsjakten och "de sju hjältarnas" fälttåg mot Thebe. I det sistnämnda härnadståget vägrade han först att deltaga, eftersom han såsom siare förutsåg dess olyckliga utgång. Han övertalades dock att deltaga av sin hustru som Polyneikes hade mutat med Harmonias olycksbringande halsband. När stormningen af Thebe blivit tillbakaslagen lät Zeus jorden öppna sig under Amfiaraos och uppsluka honom och hans stridsvagn. 
Efter döden dyrkades han på flera ställen såsom gud, särskilt i Oropos i norra Attika där han hade ett berömt drömorakel och fester med tävlingslekar firades till hans ära.